# Сјуенхуа
Сјуенхуа (宣化) град је Кини у покрајини Хебеј. Према процени из 2009. у граду је живело 450.442 становника.

## Становништво
Према процени, у граду је 2009. живело 450.442 становника.
| 1990.   | 2000.   | 2009    |
| ------- | ------- | ------- |
| 165.249 | 289.214 | 450.442 |